# Ignaz Holzbauer

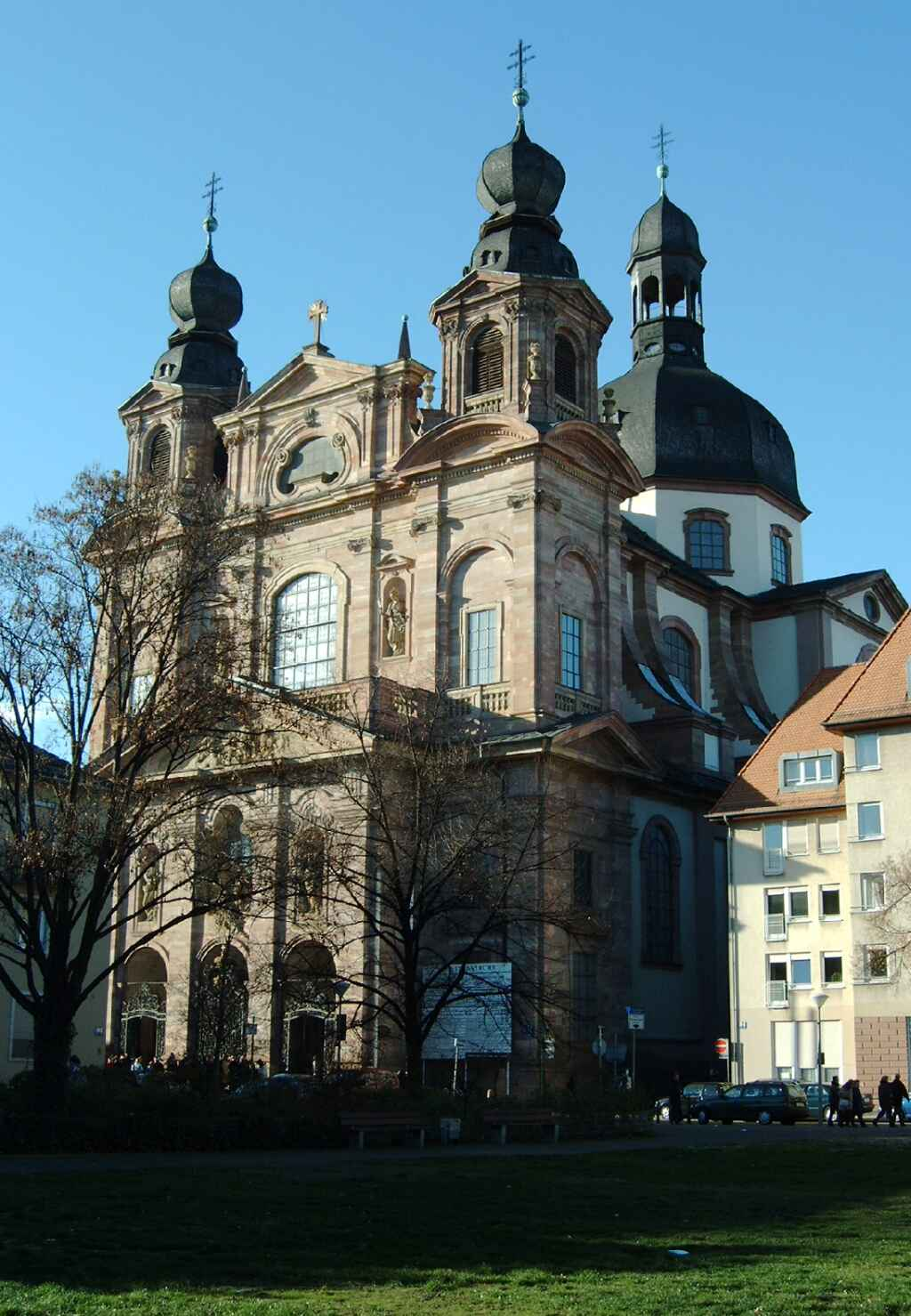
Mannheim, iglesia de los jesuitas.

Ignaz Holzbauer (Viena, 17 de septiembre de 1711-Mannheim, 7 de abril de 1783) fue un compositor austríaco que desarrolló su obra a mediados del siglo XVIII, perteneciendo por lo tanto al periodo del barroco tardío de la historia de la música.

## Biografía
Ignaz era hijo de un acaudalado comerciante de zapatos de la capital austríaca, que lo obligó a cursar estudios de derecho y teología en la universidad de Viena. El muchacho, a la vez que estudiaba en la universidad, recibía a escondidas lecciones de música. Pronto se ocupó de la instrucción musical de los niños del coro de  voces blancas de la Catedral de San Esteban de Viena.

Por sugerencia del maestro de capilla imperial, Johann Joseph Fux, Holzbauer marchó a estudiar a Venecia, donde entró en contacto con los grandes maestros de la escuela veneciana: Vivaldi, Albinoni,  Galuppi y  Lotti; posteriormente marchó a Nápoles, donde completó su formación frecuentando a Porpora y Hasse. 

Inició su actividad operística componiendo  Lucio Papiro, representada el 12 de octubre de 1737. 

Durante los periodos 1742 - 1744 y 1746 – 1750 fue director de la orquesta del Burgtheater de Viena, donde compuso la música para los ballets de dos óperas de Hasse, Ipermestra y  L’Arminio. 

En 1750 fue nombrado maestro de capilla de la catedral de Stuttgart, en sustitución de Giuseppe Antonio Brescianello, y el 15 de junio de 1753 estrena en la ciudad alemana de Schwetzingen la fábula pastoral Il figlio della selva, obteniendo un gran éxito, lo que le valió ser nombrado maestro de capilla de la catedral de Mannheim. 

En 1757 y 1759 viajó a Italia para representar algunas de sus óperas, como Nitteti y  Alessandro nell’Indie. 

En 1778 abandonó Mannheim para entrar al servicio del rey de Baviera en Múnich, y en 1781, aquejado de una fuerte sordera, regresó definitivamente a Mannheim donde moriría dos años más tarde.

## Consideraciones musicales
Bajo su dirección, la orquesta de Mannheim llegó a ser una de las más prestigiosas de Europa. 

Como compositor, Holzbauer fue extremadamente prolífico: 200 sinfonías, 18 cuartetos, 13 conciertos para varios instrumentos, 2 oratorios, 26 misas, 37 cantatas, y 15 óperas. 

Entre sus trabajos para la escena, destaca la ópera Günther von Schwarzburg, cantada en alemán, y cuya música fue muy elogiada por Mozart.

## Sus óperas
- Anexo: Óperas de Holzbauer

- Datos: Q697238
- Multimedia: Ignaz Holzbauer / Q697238